# Marjanovac
Marjanovac falu Bosznia-Hercegovinában, a Bosznia-hercegovinai Föderáció Una-Szanai kantonjában. Közigazgatásilag Velika Kladušához tartozik.

## Fekvése
Bosznia-Hercegovina északnyugati részén, Bihácstól légvonalban 34, közúton 50 km-re északra, Velika Kladušától légvonalban 8, közúton 11 km-re délkeletre levő dombos, erdős vidéken, a Crni-patak völgyében fekszik. 

## Népessége
| Nemzetiségi csoport | Népesség 1991 | Népesség 2013 |
| ------------------- | ------------- | ------------- |
| Szerb               | 0             | 0             |
| Bosnyák             | 961           | 580           |
| Horvát              | 2             | 11            |
| Jugoszláv           | 5             | 0             |
| Egyéb               | 7             | 120           |
| Összesen            | 975           | 711           |

## Története
A marjanovaci gyülekezet első mecsete 1903-ban épült égerfa gerendákból és rönkökből. Mint ilyen, egészen a hatvanas évekig szolgálta a célját, amikor egy új mecset épült. A mai marjanovaci „Kék mecset” hivatalosan 2005. augusztus 20-án nyílt meg, építése körülbelül három évig tartott. Teljesen fel van szerelve mindennel, amire egy mecsetnek szüksége lehet, hogy megfeleljen a hívek igényeinek. 350-400 hívő befogadására alkalmas. A gyűlekezetnek 200 háztartása van. A marjanovaci gyülekezetben 2020-ban imámként és muallimként, akkor már tizenhárom éve, Mevludin Mujakić efendi látta el feladatait.

## Nevezetességei
A falu mecsete 2002 és 2005 között épült.